# Full Circle (Loretta Lynn)
| Recensione | Giudizio |
| ---------- | -------- |
| AllMusic   | [ 3 ]    |

Full Circle è un album in studio della cantante di musica country statunitense Loretta Lynn, pubblicato nel 2016.
L'album ricevette una nomination come miglior country album al 59th Annual Grammy Awards

## Tracce

### CD
1. Whispering Sea Introduction – 0:55
2. Whispering Sea – 2:17 (Loretta Lynn)
3. Secret Love – 3:21 (Sammy Fain, Paul Francis Webster)
4. Who's Gonna Miss Me? – 2:45 (Loretta Lynn, Lola Jean Dillon)
5. Black Jack David – 2:10 (A.P. Carter)
6. Everybody Wants to Go to Heaven – 2:53 (Loretta Lynn)
7. Always on My Mind – 3:27 (Johnny Christopher, Mark James, Wayne Carson)
8. Wine Into Water – 3:21 (T Graham Brown, Bruce Burch, Ted Hewitt)
9. In the Pines – 3:07 (Tradizionale, arrangiamento Loretta Lynn)
10. Band of Gold – 2:52 (Bob Musel, Jack Taylor)
11. Fist City – 2:17 (Loretta Lynn)
12. I Never Will Marry – 3:38 (A.P. Carter)
13. Everything it Takes (con Elvis Costello) – 3:02 (Loretta Lynn, Todd Snider)
14. Lay Me Down (con Willie Nelson) – 2:50 (Mark Marchetti)

## Musicisti
Whispering Sea Introduction
- Loretta Lynn - voce
- John Carter Cash - voce

Whispering Sea
- Loretta Lynn - voce
- Randy Scruggs - chitarra acustica
- Laura Weber Cash - chitarra acustica, fiddle
- Jamie Hartford - chitarra elettrica
- Robby Turner - chitarra pedal steel
- Ronnie McCoury - mandolino
- Tony Harrell - piano
- Dennis Crouch - contrabbasso
- Rick Lonow - batteria

Secret Love
- Loretta Lynn - voce
- Randy Scruggs - chitarra acustica
- Laura Weber Cash - chitarra acustica, fiddle
- Jamie Hartford - chitarra elettrica
- Robby Turner - chitarra pedal steel
- Ronnie McCoury - mandolino
- Tony Harrell - piano
- Dennis Crouch - contrabbasso
- Rick Lonow - batteria

Who's Gonna Miss Me?
- Loretta Lynn - voce
- Randy Scruggs - chitarra acustica
- Laura Weber Cash - chitarra acustica
- Jamie Hartford - chitarra elettrica
- Robby Turner - chitarra pedal steel
- Shawn Camp - mandolino
- Tony Harrell - piano
- Dennis Crouch - contrabbasso
- Rick Lonow - batteria

Black Jack David
- Loretta Lynn - voce
- Bryan Sutton - chitarra acustica
- Shawn Camp - chitarra acustica
- Sam Bush - mandolino
- Mark Fain - contrabbasso
- John Randall - accompagnamento vocale
- Ronnie Bowman - accompagnamento vocale

Everybody Wants to Go to Heaven
- Loretta Lynn - voce
- Shawn Camp - chitarra acustica
- Laura Weber Cash - chitarra acustica, fiddle, accompagnamento vocale
- Jamie Hartford - chitarra elettrica
- Robby Turner - chitarra pedal steel
- Tony Harrell - piano
- Dennis Crouch - contrabbasso
- Rick Lonow - batteria
- Jeff White - accompagnamento vocale

Always on My Mind
- Loretta Lynn - voce
- Randy Scruggs - chitarra acustica
- Shawn Camp - chitarra acustica
- Jamie Hartford - chitarra elettrica
- Robby Turner - chitarra pedal steel
- Laura Weber Cash - fiddle
- Dennis Crouch - contrabbasso
- Rick Lonow - batteria

Wine into Water
- Loretta Lynn - voce
- Randy Scruggs - chitarra acustica
- Laura Weber Cash - chitarra acustica, fiddle
- Jamie Hartford - chitarra elettrica
- Robby Turner - chitarra pedal steel
- Tony Harrell - piano
- Dennis Crouch - basso
- Rick Lonow - batteria

In the Pines
- Loretta Lynn - voce
- Bryan Sutton - chitarra acustica, banjo
- Shawn Camp - chitarra acustica
- Sam Bush - mandolino
- Mark Fain - contrabbasso
- John Randall - accompagnamento vocale
- Ronnie Bowman - accompagnamento vocale

Band of Gold
- Loretta Lynn - voce
- Randy Scruggs - chitarra acustica
- Laura Weber Cash - chitarra acustica, fiddle
- Jamie Hartford - chitarra elettrica
- Robby Turner - chitarra pedal steel
- Ronnie McCoury - mandolino
- Dennis Crouch - contrabbasso
- Rick Lonow - batteria

Fist City
- Loretta Lynn - voce
- Randy Scruggs - chitarra acustica
- Shawn Camp - chitarra acustica
- Laura Weber Cash - chitarra acustica, fiddle
- Jamie Hartford - chitarra elettrica
- Paul Franklin - chitarra pedal steel
- Pat McLaughlin - mandolino
- Tony Harrell - piano
- Mike Bubb - contrabbasso
- Rick Lonow - batteria
- John Randall - accompagnamento vocale
- Ronnie Bowman - accompagnamento vocale

I Never Will Marry
- Loretta Lynn - voce
- Randy Scruggs - chitarra acustica
- Will Smith - autoharp

Everything it Takes
- Loretta Lynn - voce
- Elvis Costello - armonie vocali
- Randy Scruggs - chitarra acustica
- Shawn Camp - chitarra acustica
- Jamie Hartford - chitarra elettrica
- Robby Turner - chitarra pedal steel
- Laura Weber Cash - fiddle
- Tony Harrell - piano
- Dennis Crouch - contrabbasso
- Rick Lonow - batteria

Lay Me Down
- Loretta Lynn - voce
- Willie Nelson - voce, armonie vocali
- Jeff White - chitarra acustica
- Laura Cash - chitarra acustica
- Shawn Camp - mandolino
- Dennis Crouch - contrabbasso

Note aggiuntive
- Patsy Lynn Russell e John Carter Cash - produttori
- Registrato e mixato al Cash Cabin Studio di Hendersonville, Tennessee
- Registrazioni aggiunte effettuate al Loretta's Ranch di Hurricane Mills, Tennessee
- Chuck Turner - ingegnere delle registrazioni e del mixaggio
- Trey Call - secondo ingegnere delle registrazioni
- John Jackson - A&R
- Mastering di Richard Dodd
- Frank Harkins - art direction e design copertina
- David McClister - foto copertina[5]

## Classifica
Album
| Anno | Classifica            | Posizione raggiunta |
| ---- | --------------------- | ------------------- |
| 2016 | Billboard 200         | 19                  |
| 2016 | Top Country Albums    | 4                   |
| 2016 | Americana/Folk Albums | 2                   |
| 2016 | Top Album Sales       | 10                  |
| 2016 | Vinyl Albums          | 13                  |
| 2016 | Tastemakers           | 4                   |